# Agárdi Ferenc
Agárdi Ferenc, 1945-ig Dancinger (Budapest, 1898. május 24. – Budapest, 1969. február 12.) orvos, újságíró, művelődéstörténész.

## Élete
Dancinger Miksa (1874–1945) fodrász és Bokor Háni gyermekeként született izraelita vallású családban. A Kommunisták Magyarországi Pártja és a Kommunista Ifjúmunkások Magyarországi Szövetségének alapító tagja volt, és tevékenyen részt vállalt a Tanácsköztársaságban, a Közoktatásügyi Népbiztosság ifjúmunkás osztályán dolgozott. Baloldali tevékenysége miatt 1920-ban kizárták a Budapesti Tudományegyetem Orvostudományi Karáról. Bécsbe emigrált, ott folytatta tanulmányait, és orvosi oklevelét is ott szerezte meg. Újságíróként dolgozott, baloldali bécsi lapok munkatársa volt, így ismerkedett meg József Attilával és Nagy Lajossal.
1930-ban tért vissza Budapestre, és a 100%, a Társadalmi Szemle és a Gondolat című lapok munkatársa lett. 1933-ban börtönbe zárták, majd rendőri felügyelet alá helyezték. 1939-ben áttért a római katolikus vallásra. A második világháború idején munkaszolgálatos volt, de innen átszökött a szovjet hadsereghez, és 1945-ig a Vörös Hadseregben harcolt.
A háború után is újságíróként működött, 1947 és 1951 között a Friss Újság, 1952 és 1957 között pedig a Szabad Ifjúság munkatársa volt. 1957–1959 között Ráth-Végh Istvánnal és Tiszay Andorral a Hasznos mulatságok c. ismeretterjesztő sorozatot szerkesztette. Főleg művelődéstörténeti, hadtörténeti írásokat jelentetett meg.

## Munkái
- Afrika ébred; Dante, Budapest, 1936 (Rátz Kálmán írói név alatt)[8]
- Utópista szocialisták, Budapest, 1941 (Rátz Kálmán írói név alatt)[8]
- A svábok bejövetele. A németek szerepe Magyarországon Szent Istvántól napjainkig; Faust, Bp., 1946
- Régi magyar világjárók.  1954.   (Bevilaqua-Borsodi Bélával)
- A nagyvilág magyar vándorai.  1955.
- Hamis tanúk, taláros bűnösök. Régi és új bűnperek története; összeáll. Agárdi Ferenc, ford. Vass István, Békés István, Pálóczy Horváth György; Művelt Nép, Bp., 1955
- Magyarok a cári Oroszországban.  1955.
- Agárdi Ferenc–Borsody Bevilaqua Béla: Régi magyar világjárók; ill. Szecskó Tamás, térkép Bognár Gábor; 2. bőv., átdolg. kiad.; Művelt Nép, Bp., 1955